# Daniel Colombo
Daniel Colombo (Maipú, 18 de octubre de 1961) es un coach, escritor, comunicador, conferencista, presentador y locutor radial argentino, reconocido por su larga trayectoria en la radio argentina y otros medios, por su asociación con las compañías de distribución televisiva Imagen Satelital y LAPTV, y por su carrera como escritor, publicando más de treinta libros hasta la fecha. En la actualidad se desempeña como coach de alta gerencia y equipos, conferencista y entrenador ejecutivo, realizando presentaciones en diferentes países de Iberoamérica.

## Primeros años
Colombo nació en Maipú, Provincia de Buenos Aires, una pequeña población de 10 000 habitantes, en el seno de una familia humilde. Desde pequeño se interesó por el mundo de las comunicaciones, asistiendo constantemente a las instalaciones de una emisora local. Allí empezó a conducir un programa radial titulado Club de niños felices, con el que cosechó reconocimiento en la provincia. Este hecho impactó en los medios argentinos y le brindó la oportunidad a Colombo de presentar su programa en la televisión abierta nacional, que en ese momento se denominaba Canal 7.
En 1982, año en que se desató el conflicto bélico de Las Malvinas, tuvo que presentarse a la milicia. En medio de esta coyuntura, Colombo ideó un programa radial para los soldados. Más tarde se trasladó a la ciudad de Ushuaia, donde continuó trabajando en radio y televisión. Su programa radial A partir de ahora logró repercusión local. Tras un periplo de más de tres años en el sur argentino, recibió un ofrecimiento para trabajar en Buenos Aires, ciudad donde pudo formarse profesionalmente como locutor, consiguiendo el título en 1989.

## Carrera
En 1990, Colombo se vinculó profesionalmente al Instituto Superior de Comunicación Social (COSAL), donde se desempeñó como docente hasta 1994. Durante esta época trabajó para las compañías de distribución cinematográfica Ledafilms y Cintelba-Michigan Films, comercializando contenido en canales de televisión de toda América. Paralelamente seguía trabajando como locutor radial para varias emisoras de Buenos Aires y sus alrededores.
Motivado ante la idea de crear su propia empresa, Colombo fundó una agencia en la que brindaba servicios de publicidad para las empresas del negocio de la televisión. Participó en la fundación junto a Alberto González y Ronnie Amendolara de Imagen Satelital, compañía encargada de crear y distribuir reconocidas señales de televisión como I-Sat, Infinito y Space, entre otras. Imagen Satelital fue adquirida por Cisneros Television Group y años después por Turner International Argentina.
En 1993 fundó Colombo-Pashkus, una empresa dedicada a las relaciones públicas y de prensa que funcionó como sociedad durante 16 años y que fue adquirida en su totalidad por Colombo. A comienzos de la década de 2000 se vinculó como Gerente de Marketing del Cono Sur en la compañía LAPTV (Latin America Television Services LLC), fundadora de las reconocidas señales de televisión Cinecanal y Movie City. Tras finalizar su colaboración con LAPTV, retomó las labores de su empresa, renombrándola Colombo Prensa-Comunicación, ampliando su portafolio y posicionándola a nivel internacional.
En 2004 publicó su primera obra literaria. Hasta la fecha ha publicado más de una treintena de libros de motivación y liderazgo empresarial y personal, entre los que destacan los superventas Sea su propio jefe de prensa (editorial Norma) y la colección de tres volúmenes Coaching vital con Daniel Colombo, conformada por Quiero vender, Oratoria sin miedo y El mundo es tu público (editorial Hojas del Sur). Junto al grupo Clarín de Argentina publicó una colección de seis libros denominada Comunicación y ventas. Sus obras Historias que hacen bien y Abrir caminos fueron traducidas al portugués. En 2007 y 2009 participó como entrenador en el ciclo televisivo Operación triunfo en su versión para argentina, emitido por la cadena Telefe.

### Actualidad
Tras prepararse académicamente en el marco de los trainings de la Universidad de Santa Mónica, de cursar estudios en neurocoaching en la Escuela Europea de Negocios y Fundación Mass y en coaching y PNL integrados en el Espacio Namaste, de obtener la credencial como coach profesional de la Federación Internacional de Coaching y de recibir entrenamiento del orador y escritor estadounidense Tony Robbins, actualmente Colombo se desempeña como entrenador especializado en CEOs, profesionales, alta gerencia, directivos de organizaciones y emprendedores, trabajando en varios países de Iberoamérica. Como conferencista ha brindado cerca de 700 ponencias en diversos países en temas de liderazgo, motivación y trabajo en equipo.
Conduce el programa Coaching con Daniel Colombo, transmitido en las redes MediaBus TV en el transporte público en Buenos Aires y alrededores, y en otras ciudades de Argentina. El programa también se transmite diariamente en todas las líneas de subte de la ciudad de Buenos Aires. Colombo colabora regularmente escribiendo artículos de motivación e interés general para medios como Infobae, CNN en español, Radio Cooperativa de Chile, Cronista, Periodismo.com, Forbes, Diario MDZ, Entrepreneur.com, Emprendedor, El Observador de Uruguay, Capital Financiero de Panamá, Revista Mercado de República Dominicana, MSN Latinoamérica, Culturizando, Inspirulina, Bioguía y Semanario Argentino.
Administra y es conductor además de dos canales de Podcast disponibles en Spotify, Google Podcast, Apple Podcast, Podimo, TN, Ivoox y Wetoker. Es miembro y capacitador de la Asociación Argentina de Marketing (AAM) de la Asociación Argentina de Marketing y del Consejo Profesional de Relaciones Públicas de la Argentina, institución de la que fue vicepresidente, además de presidir la Comisión de Consultoras de dicho consejo. Como formador está vinculado con el Instituto Borja Vilaseca, con la escuela de negocios The Power MBA, con la comunidad educativa Kuestiona y con la plataforma argentina Crear Valor Juntos. Recientemente se vinculó como columnista en la emisora Radio Berlín 107.9 FM de Buenos Aires.
En 2019 cofundó y se convirtió en el director académico de la plataforma de coaches y mentores en línea NecesitoCoaching.com. En diciembre del mismo año fue incluido en la lista Top Voices 2019: América Latina, publicada por la red social profesional LinkedIn, en la que se reconocen profesionales de diversos sectores, reconocidos por iniciar conversaciones relevantes y crear comunidades por medio de sus publicaciones. En julio de 2020 fue distinguido como Mentor Honorífico de la Red Global de Mentores, una organización sin ánimo de lucro encargada de unificar conceptos en torno a la actividad profesional de la mentoría. Un mes después se convirtió en miembro certificado del equipo del escritor y conferencista estadounidense John C. Maxwell, graduándose como coach, maestro y conferencista, y en miembro del John Maxwell Team.

## Premios y reconocimientos
- 1972 - Premio San Gabriel otorgado por el Episcopado Argentino.
- 2019 - Premio Top Voices 2019 de LinkedIn en América Latina.[26]
- 2020 - Mentor honorífico de la Red Global de Mentores.[27]
- 2020 - Miembro certificado del Equipo de John C. Maxwell.[28]
- 2021 - Coach profesional certificado por la Federación Internacional de Coaching, nivel ACTP.[11]

## Obras publicadas
- 2004 - Sea su propio jefe de prensa (Norma)
- 2006 - Historias que hacen bien (V&R Editoras)
- 2006 - Preparados… listos… out (Norma, con Mónica Muruaga)
- 2007 - Comunicación y prensa para PyMES (E-book)
- 2007 - Histórias que fazem bem (V&R, edición en portugués)
- 2008 - Abrir caminos (V&R Editoras)
- 2009 - O elefante não sabe (V&R, edición en portugués)
- 2011 - Comunicación y ventas (Colección, Clarín PyMES)
- 2012 - Coaching vital con Daniel Colombo (Colección, Hojas del Sur)
- 2018 - 100% coaching (Autores de Argentina)
- 2018 - Cómo hablar bien y ganar más (Autores de Argentina, dos volúmenes)
- 2018 - Oratoria para todos (Autores de Argentina)
- 2018 - Quiero vender: El camino del sueldo seguro a la empresa propia (Autores de Argentina)
- 2018 - El mundo es tu público (Autores de Argentina)
- 2018 - Innovación emocional (Autores de Argentina)
- 2018 - Cómo promocionar su empresa: 501 ideas para llegar a más clientes (Autores de Argentina)
- 2018 - Cómo vender más: 500 ideas de comunicación para aumentar sus ingresos (Autores de Argentina)
- 2018 - Cómo hacer prensa: Domine los secretos para aparecer en los medios (Autores de Argentina)
- 2019 - Éxito emprendedor (Indie libros)[1]
- 2019 - Ámate más, vive mejor (Autores de Argentina)
- 2019 - Marca personal (Autores de Argentina)
- 2019 - El ABC del Storytelling (Amazon, E-book e impreso)
- 2021 - Media Training: Manual práctico para voceros (Grupo editorial Temas)
- 2021 - Historias que hacen bien (edición actualizada, Amazon)
- 2022 - Organiza tu tiempo y disfruta de tu vida (Amazon, E-book e impreso)

### Libros digitales
- La guía definitiva del teletrabajo
- Caja de herramientas para mentorías efectivas
- Comunicación asertiva
- Historias para conquistar tus sueños
- Cómo atravesar tus miedos
- Cómo estar más motivado cada día
- 25 tips para triunfar en YouTube
- Organiza tu tiempo y disfruta de tu vida